# José Gerardo Ulloa
José Gerardo Ulloa Arévalo (* 19. Oktober 1996 in León de Los Aldama) ist ein mexikanischer Mountainbiker, der im Cross-Country aktiv ist.

## Sportlicher Werdegang
Ulloa ist einer der erfolgreichsten Mountainbikefahrer Südamerikas. Er ist mehrfacher Titelträger bei den Panamerika- und nationalen Meisterschaften im Cross-Country über alle Altersklassen. Zudem gewann er die Goldmedaille im Cross-Country XCO bei den Zentralamerika- und Karibikspielen 2018 und den Panamerikanischen Spielen 2019. 
Seit der Saison 2020 nimmt er regelmäßig am UCI-Mountainbike-Weltcup teil. Gleich bei seinem ersten Start gewann er den Short Track in Nové Město na Moravě. Jedoch fehlt ihm noch die Konstanz, so dass er erst in der Saison 2022 als Zweiter beim Short Track XCC in Mont Sainte-Anne erneut in die Nähe eines Sieges kam.
2021 war er Teilnehmer an den Olympischen Sommerspielen in Tokio, wo er im Cross-Country den 23. Platz belegte. Mit seinem Sieg bei den Panamerika-Meisterschaften 2023 im XCO sicherte er bereits frühzeitig einen Startplatz für Mexiko bei den Olympischen Sommerspielen 2024 in Paris. Ab Juli des Jahres wurde er mit einer 18-monatigen Sperre belegt, da er versäumt hatte, die WADA von einem Umzug zu informieren.

## Erfolge
2013
- Panamerika-Meisterschaften (Junioren) – Cross-Country XCO
- Mexikanischer Meister (Junioren) – Cross-Country XCO

2014
- Panamerika-Meister (Junioren) – Cross-Country XCO
- Mexikanischer Meister (Junioren) – Cross-Country XCO

2015
- Mexikanischer Meister (U23) – Cross-Country XCO

2016
- Panamerika-Meisterschaften (U23) – Cross-Country XCO
- Mexikanischer Meister (U23) – Cross-Country XCO

2017
- Panamerika-Meister (U23) – Cross-Country XCO
- Panamerika-Meister – Staffel XCR
- Mexikanischer Meister (U23) – Cross-Country XCO

2018
- Panamerika-Meister (U23) – Cross-Country XCO
- Panamerika-Meisterschaften – Staffel XCR
- Zentralamerika- und Karibikspiele – Cross-Country XCO

2019
- Panamerika-Meister – Staffel XCR
- Panamerika-Meisterschaften – Cross-Country XCO
- Panamerikanische Spiele – Cross-Country XCO
- Mexikanischer Meister – Cross-Country XCO

2020
- Mexikanischer Meister – Cross-Country XCO

2021
- Panamerika-Meister – Cross-Country XCO und Short Track XCC
- Mexikanischer Meister – Cross-Country XCO und Short Track XCC

2022
- Panamerika-Meister – Short Track XCC und Staffel XCR
- Panamerika-Meisterschaften – Cross-Country XCO

2023
- Panamerika-Meister – Cross-Country XCO und Short Track XCC
- Panamerika-Meisterschaften – Staffel XCR